# Le Règne de la barbarie
 (décembre 2014).
Si vous disposez d'ouvrages ou d'articles de référence ou si vous connaissez des sites web de qualité traitant du thème abordé ici, merci de compléter l'article en donnant les références utiles à sa vérifiabilité et en les liant à la section « Notes et références ».
Le Règne de la barbarie est le premier tome du cycle fantasy Cavaliers des Lumières coécrit par Brigitte Aubert et Gisèle Cavali. Cet opus est paru en mai 2008 chez Plon.

## Synopsis
Théodora Costa, alias Fennec des Sables dans un Jeu en ligne, passe tellement de temps sur Internet qu’elle en a redoublé sa quatrième, à la grande colère de son père avec lequel elle vit seule depuis que sa mère est morte.
Personne d’autre n’est aussi fort que nos cinq players[Quoi ?]. Leurs compétences réciproques leur ont permis de se hisser au plus haut niveau du Jeu, le cinquième niveau, là où ils sont seuls à jouer. Seuls contre leur ennemi commun, l’Armée de l’Obscur.
Théo est si passionnée par le Jeu que quelquefois elle ne sait plus très bien établir la frontière entre celui-ci et la réalité.
C’est dans ces moments-là que le Trouble s’installe.
Car soudain, des événements étranges, des accidents, des erreurs commencent à se produire dans sa vie, événements dont elle paraît être la seule témoin. Les Barbarians du Jeu semblent apparaître dans la réalité, sous une forme humaine. Comme s'ils sortaient du Jeu pour entrer dans la Vie et y sévir avec une implacable cruauté.
Incrédule, Théo se demande si elle souffre d'hallucinations ou si réellement les Barbarians ont franchi la frontière numérique pour s'incarner. Pourquoi aucun de ses proches ne réalise-t-il le danger sournois qui les enserre ? Pourquoi est-elle la seule à apercevoir les créatures camouflées ?
Devant la répétition des événements mortels et incompréhensibles, Théo constate que ses compagnons ont aussi été témoins d'étranges événements mettant en scène les Barbarians dans la vie de tous les jours. Et que pour elle comme pour eux, cela survient chaque fois de la même manière: lorsque leurs pensées, focalisées uniquement sur les Barbarians, deviennent obsessionnelles.
Deux mondes parallèles se côtoient donc, et Théo ne veut plus en parler autour d’elle car personne ne la croit. Son père est victime d’un accident et se retrouve à l’hôpital.
C’est alors que Théo va découvrir qu’elle-même et ses coéquipiers sont les descendants d'une confrérie secrète plus que millénaire, vouée à combattre la barbarie : Cavaliers des Lumières. Des chevaliers dépositaires et héritiers d’une mission. Dotés de pouvoirs spirituels et magiques qui leur permettent d'affronter les Barbarians, démons qui errent dans les limbes obscurs et rôdent à la lisière de leur imaginaire, guettant les brèches par lesquelles se faufiler, dévorer toute forme de vie, se nourrir de la matière comme de gigantesques trous noirs dévoreurs d'énergie. Mais pour cela, il leur faut s'incarner provisoirement dans la Réalité.
En se servant de l’esprit de nos Cavaliers, véritables portails par lesquels ils peuvent parfois passer pour infester la Terre.
Théo et ses amis mesurent mal la portée de leur découverte, et l’incursion néfaste du fantasme dans le réel. Et les Barbarians sont de plus en plus puissants. Leur chef, Le Grand Chancelier Yamider, est un être étrange, dont Théo découvre qu’il a autrefois fait partie du Royaume du Monde Glorieux. Pourquoi a-t-il trahi ?
À présent, plus besoin d’y penser, ils apparaissent, démoniaques et dangereux, à chaque coin de rue.
La Terre tout entière semble vouée à une destruction imminente.
Au cours d’un voyage sur l’île de Wight, Théo découvrira d’autres portes permettant les Passages, elle parviendra à lire Le Livre de la Prophétie, y découvrant l’une des identités du Lucide, qu’elle finira par rencontrer. Mais est-ce vraiment lui ou seulement une apparence ?
Comment retrouver le Lucide ?
Comment atteindre Torfed, la citadelle nomade des barbarians afin de l’anéantir ?

## Le cycle des Cavaliers des Lumières
- Le Règne de la barbarie, tome 1, mai 2008
- La Voie des chimères, tome 2, novembre 2008
- La Porte du Présage, tome 3, date inconnue